# Riku
Riku ist ein finnischer männlicher Vorname, abgeleitet von Richard. Auch in Japan existiert Riku als Vorname, dort sowohl für Männer als auch für Frauen.

## Verbreitung
In Deutschland kommt Riku seit 2009 fast alljährlich in den Hitlisten vor, jedoch ist er nicht sehr beliebt. Von 2010 bis 2022 wurde der Name etwa 70 Mal gewählt. In der Schweiz tragen 17 Jungen diesen Namen (Stand 2023). Der Name wird in Österreich seit 2009 vergeben, und zwar insgesamt sechs Mal bis 2023.
Besonders beliebt ist Riku in Finnland, dort belegte er im Jahr 2004 mit Rang 48 die beste Platzierung. In Finnland tragen 7892 Personen den Namen (Stand 2023). In den anderen nordischen Ländern Dänemark, Norwegen und Schweden kommt der Name hingegen nur selten vor.
Der Name wird in den USA seit der Jahrtausendwende jährlich vergeben, jedoch gilt er als mäßig beliebt. In den letzten 10 Jahren wurden rund 190 Kinder so genannt. Seine Vergabe ist auch in England, Schottland, Nordirland und Kanada nachgewiesen.

## Namensträger
- Riku Hahl (* 1980), finnischer Eishockeyspieler
- Riku Helenius (* 1988), finnischer Eishockeytorwart
- Riku Kekkonen (* 1985), finnischer Unihockeyspieler
- Riku Kiri (* 1963), finnischer Gewichtheber
- Riku Miura (* 2001), japanische Eiskunstläuferin
- Riku-Petteri Lehtonen (* 1971), finnischer Eishockeyspieler und -trainer
- Riku Rajamaa (* 1975), finnischer Rockgitarrist
- Riku Riski (* 1989), finnischer Fußballspieler
- Riku Sanjo (* 1964), japanischer Mangaka

fiktive Figur:
- Riku Miyagusuku in der Anime-Fernsehserie Blood+, siehe Blood+ #Charaktere